# 小坂田耕太郎
小坂田 耕太郎（おさかだ こうたろう、1955年〈昭和30年〉2月18日 ｰ ）は、日本の化学者。専門は錯体有機金属化学。学位は、工学博士（東京大学）。東京科学大学（旧東京工業大学）名誉教授。
社団法人日本化学会副会長・業務執行理事（2015年ｰ2017年）、ケイ素化学協会常任理事、国立研究開発法人産業技術総合研究所客員研究員、米国ノースカロライナ大学博士研究員（文部科学省在外研究員）、自然科学研究機構分子科学研究所客員助教授、東京工業大学化学生命科学研究所教授、相模中央化学研究所研究顧問などを歴任した。
専門は錯体・有機金属化学、高分子化学、超分子化学である。

## 来歴
1973年3月に大阪府立北野高等学校を卒業後、同年4月に東京大学理科一類に入学した。1977年3月に東京大学工学部合成化学科を卒業。引き続き東京大学大学院工学系研究科合成化学専門課程修士（1979年）・博士課程（1982年）を修了。
1989年に東京工業大学助教授、同年4月から1年間分子科学研究所客員助教授に就任。文部科学省在外研究員として米国ノースカロライナ大学に留学後、1999年に東京工業大学教授（特任教授）に着任した。2015年に第625回日本化学会理事会により副会長兼業務執行理事に選出され、第630回理事会で留任となった。その後2020年付で東京工業大学名誉教授となる。2022年3月に東京工業大学すずかけホールで開催された最終講義をもって東京工業大学を定年退官となった。
そのほかにもお茶の水女子大学、東京農工大学、工学院大学にて客員講師を兼任している。
北野高等学校では、竹山聖（京都大学名誉教授、建築家）と同級生であった。

## 研究・功績
- 新しい結合をもつ金属錯体の合成ーケイ素架橋配位子がつくる平面多核金属錯体

ケイ素の強力なσドナー性とσ軌道へのπ逆供与が創り出す配位構造により、パラジウム及び白金が平面状に集合した多核錯体（ケイ素架橋配位子による異種四核平面錯体）を合成した。この配位構造によりケイ素と金属間、金属と金属間の結合が安定化されることでケイ素が金属間を幾重にも架橋した構造を有する錯体の合成に成功した。このようなケイ素配位子の特徴・特製に着目し、様々な架橋構造を有する金属錯体の合成に応用が期待される。
- 超分子構造を含む錯体の合成と応用展開

超分子の中でも特にロタキサン構造に着目し、熱刺激や光刺激によって結晶の配向変化（結晶の相転移）が生じることで、それが偏光色の変化として観測できることを見出した。 金属配位部位を導入したロタキサンを合成し、金属配位を駆動力とした分子のシャトリングを達成している。
- 遷移金属触媒を用いたポリマー合成

遷移金属触媒を用いた新規な骨格をもつポリマーの合成を行っている。σ共役したケイ素-ケイ素結合をもつポリマーの合成や、ジアゼンパラジウム錯体を触媒とするメチレンシクロヘキサン類の重合反応など、ポリマー鎖中にシクロヘキサン骨格をもつポリマーの合成を達成した。
- 新たなシクロパラフェニレン合成経路の発見

2020年に三角形大環状金錯体を経由した新たなシクロパラフェニレン（以下、CPPと呼ぶ）合成法を報告した。同合成法は、市販試薬から2段階でCPPを高い収率で得ることができる点が評価されたが、同方法の環化効率の高さについて未解明な部分が多く、汎用性についても未開拓な部分があった。そして2022年に、東京理科大学理学部・京都大学化学研究所・東京工業大学化学生命科学研究所の共同研究チームによりCPP類の効率合成や大環状金錯体の再組織化を利用したCPP合成法の拡張に成功したことが発表された。

## 受賞歴
- 1994年 - 有機合成化学協会研究企画賞
- 2010年 - 手島精一記念研究論文賞
- 2015年 - 高分子学会賞
- 2016年 - 関東工学教育協会賞業績賞
- 2017年 - 錯体化学会賞『後期遷移金属ー典型元素シグマ結合の反応性の解明と応用』[9]
- 2020年 - 第9回ケイ素化学協会賞『有機ケイ素配位子をもつ後期遷移金属錯体の構造と反応の解明』[10]
- 2021年 - 高分子学会功績賞『有機遷移金属錯体を用いる高分子の合成』[11]